# Hong Kong Football Association Cup 2024-2025
La Hong Kong Football Association Cup 2024-2025 è stata la 50ª edizione della coppa nazionale hongkonghese di calcio. La competizione è iniziata il 2 febbraio 2025 ed è terminata il 31 maggio successivo. Il vincitore della competizione si qualifica per la AFC Champions League Two 2025-2026.
La squadra campione in carica era l'Eastern, che ha vinto la sua sesta coppa nazionale nell'edizione 2023-2024 e che si è riconfermato ottenendo il suo settimo successo nella competizione.

## Calendario
| Turno            | Date              | Numero di incontri | Numero di squadre |
| ---------------- | ----------------- | ------------------ | ----------------- |
| Primo turno      | 2 febbraio 2025   | 1                  | 9 → 8             |
| Quarti di finale | 1-2 marzo 2025    | 4                  | 8 → 4             |
| Semifinali       | 19-20 aprile 2025 | 2                  | 4 → 2             |
| Finale           | 31 maggio 2025    | 1                  | 2 → 1             |

## Incontri

### Primo turno
| Squadra 1       | Risultato   | Squadra 2      |
| --------------- | ----------- | -------------- |
| 2 febbraio 2025 |             |                |
| H.K. Rangers    | 2 - 1 (dts) | North District |

### Quarti di finale
| Squadra 1    | Risultato   | Squadra 2         |
| ------------ | ----------- | ----------------- |
| 1 marzo 2025 |             |                   |
| Kitchee      | 2 - 3 (dts) | Tai Po            |
| Lee Man      | 1 - 2       | H.K. Rangers      |
| 2 marzo 2025 |             |                   |
| Eastern      | 3 - 1       | Kowloon City      |
| HKFC         | 2 - 0       | Southern District |

### Semifinali
| Squadra 1      | Risultato   | Squadra 2    |
| -------------- | ----------- | ------------ |
| 19 aprile 2025 |             |              |
| HKFC           | 1 - 4       | H.K. Rangers |
| 20 aprile 2025 |             |              |
| Tai Po         | 1 - 2 (dts) | Eastern      |

### Finale
| Arbitro: | Tam Ping Wun |

|                |           |                      |
| Lau Chi Lok 9’ | Marcatori | 80’, 81’, 84’ Baffoe |